# Tensaren
Tensaren is een bestuurslaag in het regentschap Aceh Tengah van de provincie Atjeh, Indonesië. Tensaren telt 425 inwoners (volkstelling 2010).